# Heinrich von Prittwitz und Gaffron
Heinrich Constantin von Prittwitz und Gaffron (4 septembre 1889 à Gut Sitzmannsdorf et mort le 10 avril 1941 à Tobrouk en Libye), est un général de division allemand au sein de l'Armée de terre dans la Wehrmacht pendant la Seconde Guerre mondiale.
Il a été récipiendaire de la Croix de chevalier de la Croix de fer. Cette décoration est attribuée en reconnaissance d'un acte d'une extrême bravoure ou d'un succès de commandement important du point de vue militaire.

## Biographie
Il est issu de la vieille famille noble silésienne très ramifiée des von Prittwitz et est le fils de l'amiral allemand à la suite Curt von Prittwitz und Gaffron, membre de la Chambre des seigneurs de Prusse, et de sa première épouse Luise, née von Schönberg.
Prittwitz a toujours voulu devenir officier, mais son père lui a déconseillé de devenir officier de marine. Heinrich von Prittwitz opte donc pour la cavalerie et s'engage le 19 août 1908 dans le 3e régiment d'uhlans (pl) à Fürstenwalde.
De l'automne 1917 à l'automne 1918, il occupe des postes d'état-major général sur le front occidental, en dernier lieu au commandement général du 7e corps de réserve.
Prittwitz épouse à Berlin le 2 décembre 1915 Renata von Zastrow (née le 14 janvier 1894 au domaine de Schadewalde, arrondissement de Lauban et morte le 31 décembre 1974 à Düsseldorf-Benrath), fille d'Erwin von Zastrow (1863-1915), propriétaire foncier et seigneur des domaines de Schadewalde et Hartmannsdorf, et de Gourly von Haartmann (1816-1901). Après le décès de son mari, elle épouse le 3 octobre 1943 à Berlin-Wilmersdorf Joachim von Burgsdorff (né en 1892), propriétaire terrien divorcé de son premier mariage, qui est maître des domaines de Hohenjesar, Treplin et Alt Zeschdorf, tous situés dans l'arrondissement de Lebus (de) près de Francfort-sur-l'Oder, jusqu'en 1945.

## Décorations
- Croix de fer (1914)
  - 2e Classe
  - 1re Classe
- Agrafe de la Croix de fer (1939)
  - 2e Classe
  - 1re Classe
- Insigne de combat des blindés
- Croix de chevalier de la Croix de fer
- Médaille de la valeur militaire italienne à titre posthume